# Escola Secundária Fernão Mendes Pinto

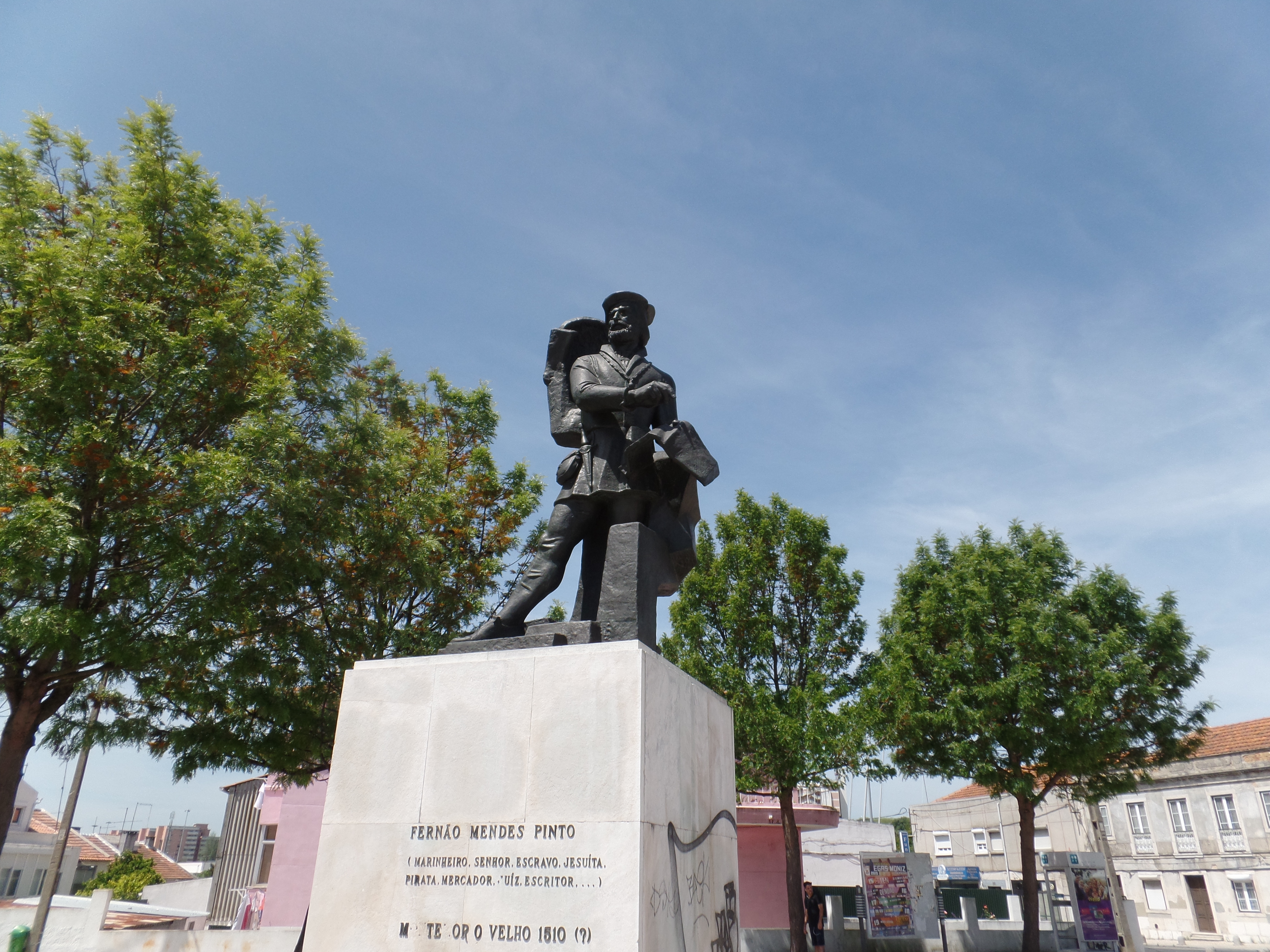
Statue des Namensgebers Fernão Mendes Pinto, von der ESFMP aus gesehen

Die staatliche Escola Secundária Fernão Mendes Pinto (ESFMP) ist eine portugiesische Schule der Sekundarstufe und eine Berufsschule in Pragal, im Kreis Almada an der Margem Sul do Tejo. Sie ist nach dem Seefahrer, Entdecker und Autor Fernão Mendes Pinto benannt, der 1583 in Pragal starb.
Die ESFMP ist für ihren Deutschunterricht bekannt und gehört zu den fünf portugiesischen Schulen, die an der weltweiten Initiative des Auswärtigen Amtes „Schulen: Partner der Zukunft“ (PASCH) teilnehmen. Sie unterhält zudem direkte internationale Beziehungen und Austauschprojekte, in Deutschland mit dem Max-Planck-Gymnasium (Dortmund).

## Geschichte
Die Schule wurde 1965 als Secção de Almada do Liceu D. João de Castro gegründet, als Zweigstelle in Almada des Lissabonner Liceu D. João de Castro. Mit dem Schuljahr 1972/73 wurde die Schule unabhängig und in Liceu Nacional de Almada umbenannt. Sie war am zentralen Platz Praça de São João Baptista in Almada untergebracht, im heutigen Complexo do Fórum Municipal Romeu Correia.
Mit der Nelkenrevolution 1974 wandte sich die neue demokratische Regierung verstärkt dem Bildungssektor zu und richtete auch eine Vielzahl neuer Schulen ein. 1975 bezog das Liceu Nacional de Almada den heutigen Standort in Pragal.
Mit dem Schuljahr 1978/79 wurde die Schule in Escola Secundária de Almada umbenannt, bevor sie mit dem Schuljahr 1987/88 ihren heutigen Namen erhielt.
Im Herbst 2018 wurde bekannt, dass David Burmann und Alexej Feinstein die Schule im April 2019 für mehrere Tage besuchen.

## Bildungsangebot
Schwerpunkte im Bildungsangebot der ESFMP sind naturwissenschaftliche Fächer, berufsvorbereitende Kurse, und umfassender Deutschunterricht.
Die ESFMP unterteilt ihr Angebot in drei Gruppen. So ist sie:
- eine weiterführende Schule des Ensino básico (Schuljahre 7 bis 9, ähnlich der deutschen Sekundarstufe I)
- eine weiterführende Schule des Ensino secundário (Schuljahre 10 bis 12, ähnlich der deutschen Sekundarstufe II)
- eine Berufsbildende Schule, port. Cursos Profissionais (ähnlich der deutschen Berufsschule), für die Bereiche:
  - Innen- und Außenausstattung und Design
  - Veranstaltungstechnik
  - Tourismus
  - Informationstechnikverwaltung

## Ausstattung
Die Schule verfügt auf ihrem Campus über verschiedene Klassenräume und Veranstaltungssäle in sechs Gebäuden, dazu kommt eine Mehrzweck-Sportanlage.
Neben den eigentlichen Schulräumen sind eine Bibliothek, das Sekretariat, eine Reprografia (Raum mit Kopierern und Druckern), eine von 12 Uhr bis 14 Uhr betriebene Mensa, und eine von 8 Uhr bis 18 Uhr geöffnete Snackbar eingerichtet.